# Idiolect
Idiolect este un termen utilizat în lingvistică, care desemnează ansamblul deprinderilor lingvistice ale unui individ, specifice unei perioade a existenței acestuia. Idiolectul se caracterizează prin mobilitate accentuată și printr-un puternic caracter individual.
Prin extensie, idiolectul reprezintă ansamblul particularităților verbale ale unui vorbitor, respectiv structura unui idiom, așa cum apare la un vorbitor.
Conceptul de idiolect, pentru desemnarea unui limbaj individual în vorbirea unei persoane, a fost propus de savantul englez B. Bloch.
Umberto Eco folosește ca retraducere mai articulată a noțiunii de idiolect sintagma sinonimică de strategie textuală.
În afară de variațiile de exprimare verbală de la un vorbitor la altul, termenul de idiolect desemnează și inventarul deprinderilor verbale ale unui individ într-o anumită perioadă a vieții sale. Se știe că aceeași persoană își schimbă de-a lungul vieții modul de a se exprima, adică utilizează idiolecte diferite.
Suma constantelor idiolectelor formează o arie dialectală.